# Завал

Англосаксонский условный знак для обозначения завала на рабочих картах (схемах) военнослужащих

Зава́л — скопление различных предметов, затрудняющих или препятствующих движению, образовавшийся естественным или искусственным путём.

## Военное дело

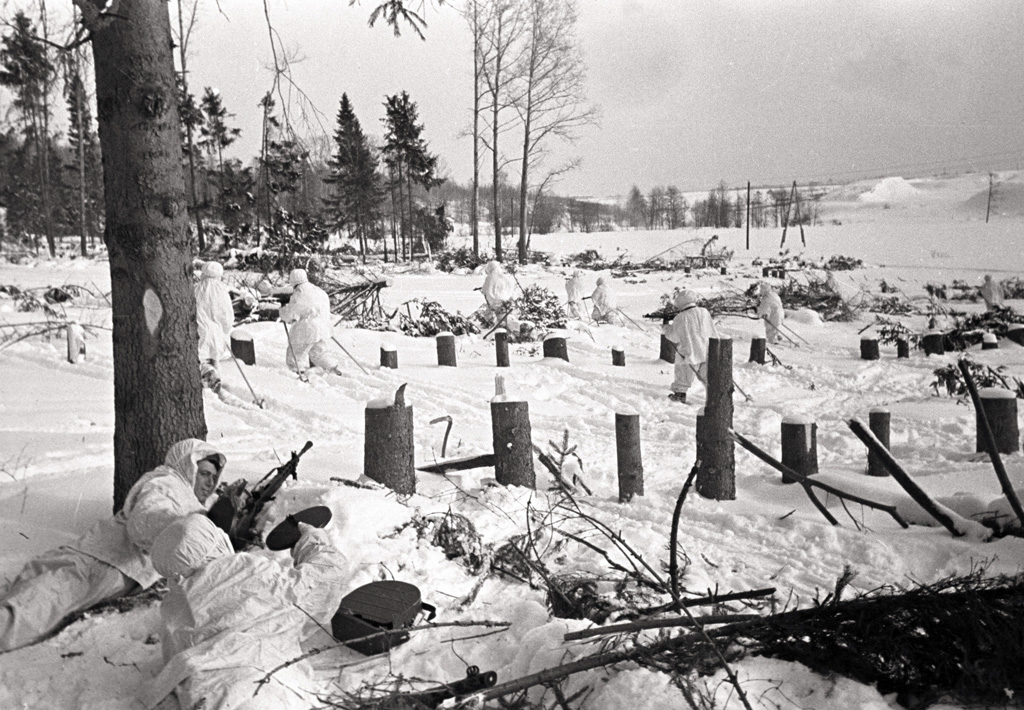
Лесной завал, Подмосковье, «Война зимой». Бойцы в маскхалатах залегли на опушке леса, 1 декабря 1941 года, фото Олег Кнорринг
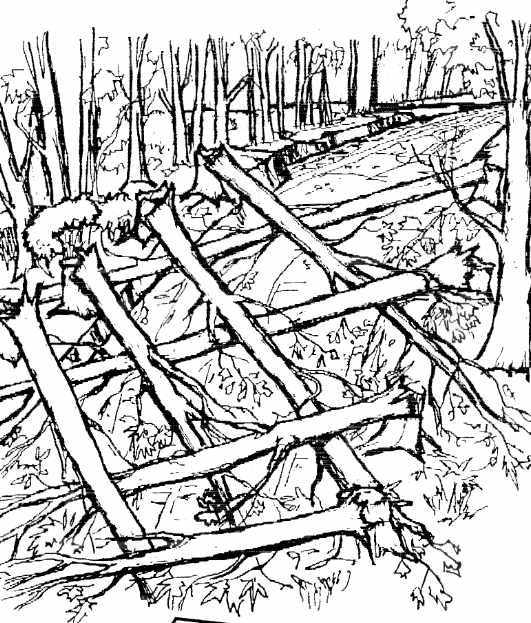
Лесной завал
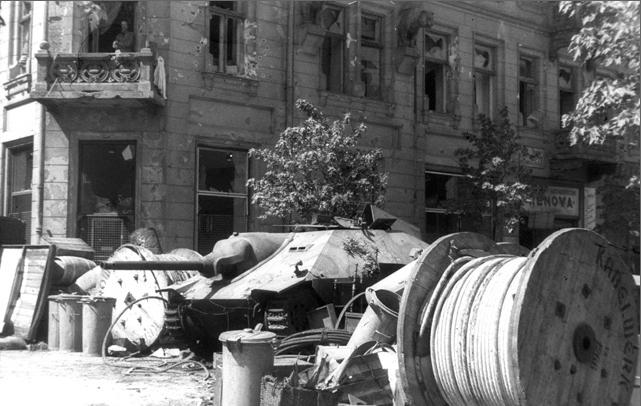
Уличный завал на одной из варшавских улиц во время восстания 1944 года

Во всех прежних военных конфликтах при обороне применяли ограды, частоколы, засеки, завалы, земляные рвы, земляные насыпи, волчьи ямы, ежи, сети, заборы из колючей проволоки или ленты, и другие невзрывные заграждения. Системы заграждений строились искусно и заблаговременно, в сочетании с естественными природными препятствиями — реками, озерами, болотами, лесными массивами и тому подобное.
Завал в военном деле России искусственное противотанковое, противотранспортное, противодесантное и противопехотное заграждение, которое устраивается из подручных природных материалов (деревьев, камней, снега) или других материалов (остатков техники, зданий и сооружений в городах) на вероятных путях продвижения противника, в местах, где объезд или обход завала затруднён. Также возможно минирование завалов.

Из заграждений наиболее часто встречались противотанковые рвы, каменные и железобетонные надолбы, проволочные препятствия, лесные завалы, большие воронки. ……

Завалы и проволочные препятствия были усилены фугасами, которые взрывались при разборке заграждений. — Капитан А. Грабовой, «Прорыв укреплений белофиннов», «Техника и вооружение» 1941 год, № 1, с. 29 — 35

### Типы
- Лесной завал применяется на лесных дорогах при этом используются деревья диаметром более 20 см, которые спиливают на высоте 60 — 120 (150[2]) см и валят крест-накрест (вперекрест) вершинами в сторону возможного появления противника. Для затруднения растаскивания лесного завала деревья не отделяют полностью от пней, крепят к ним, оплетают колючей проволокой, а также усиливают установкой противопехотных и противотанковых мин и фугасов.
- Каменный завал устраиваются в горах, глубоких выемках или населенных пунктах путём обрушения скал и городских каменных (кирпичных, железобетонных) построек.
- Грунтокаменные завалы происходят в горах, глубоких выемках из-за обрушения скал, грунта.
- Грунтовый завал устраиваются в глубоких выемках путём направленного выброса (взрыва) грунта.

На лесных дорогах с полосой отвода, не превышающей высоты деревьев, могут широко использоваться лесные завалы. Для сокращения времени на их устройство считается оправданным применение взрывчатых веществ. Наиболее удобным средством в данном случае является пластичное ВВ, из которого можно легко изготовить удлиненные заряды необходимых размеров и быстро закрепить их на стволах деревьев. В американской армии при устройстве лесных завалов широко применяется пастообразное ВВ. Кроме того, эффективными считаются эластичные удлиненные кумулятивные заряды, которые не только легко крепятся к деревьям, подлежащим валке, но и позволяют значительно сократить расход ВВ. Как правило, завалы, созданные с помощью ВВ, имеют высокую плотность (более 100 деревьев на 100 м дороги). Зарубежные военные специалисты отмечают, что правильно подготовленные лесные завалы обладают достаточно высокими заградительными свойствами, хотя их устройство требует больших трудозатрат…

В горной местности, а также на участках дорог, проходящих в глубоких выемках, удобно создавать каменные, грунтокаменные и грунтовые завалы.— Полковник И. Поляков, доктор технических наук; подполковник В. Ильенко, «Заграждения на автомобильных дорогах», «Зарубежное военное обозрение» № 2, февраль 1990 год.
- Снежный завал может устраиваться в горных и северных районах, искусственным спуском снега на путях движения личного состава и техники противника.
- Уличный завал устраиваются в населённых пунктах путём обрушения городских каменных (кирпичных, железобетонных) построек или привезённого камня, бетонных блоков и так далее. Также применяются остатки техники и другой городской инфраструктуры (пример: столбы освещения, и так далее)

Во время военных (боевых) действий завалы широко применялись и применяются противоборствующими сторонами при обороне.

## Горное дело
В горном деле завалом называется произвольное обрушение в горную выработку больших масс горных пород, нарушающее её нормальное использование.

## Гражданская оборона

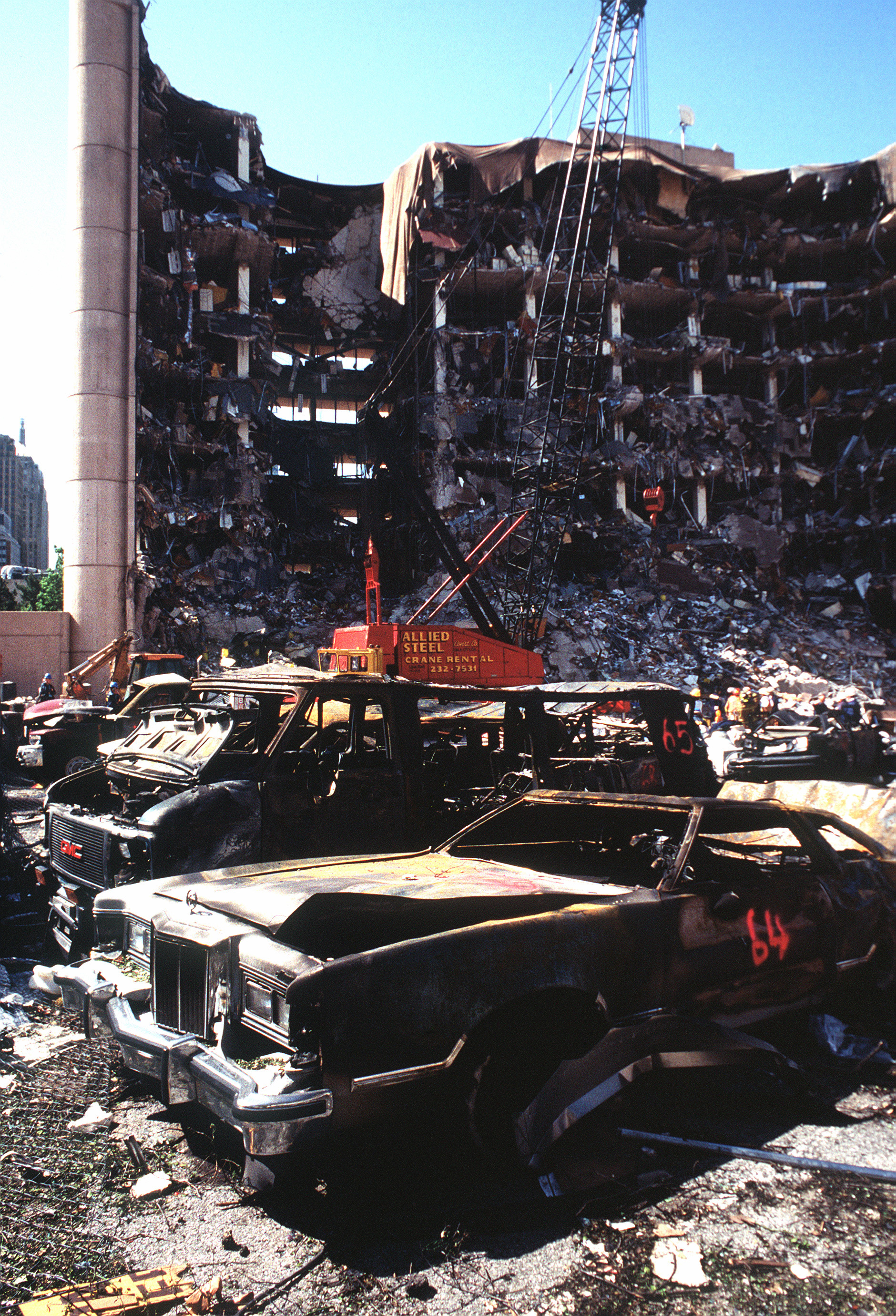
Федеральное здание им. Альфреда Марра через два дня после теракта, виден завал
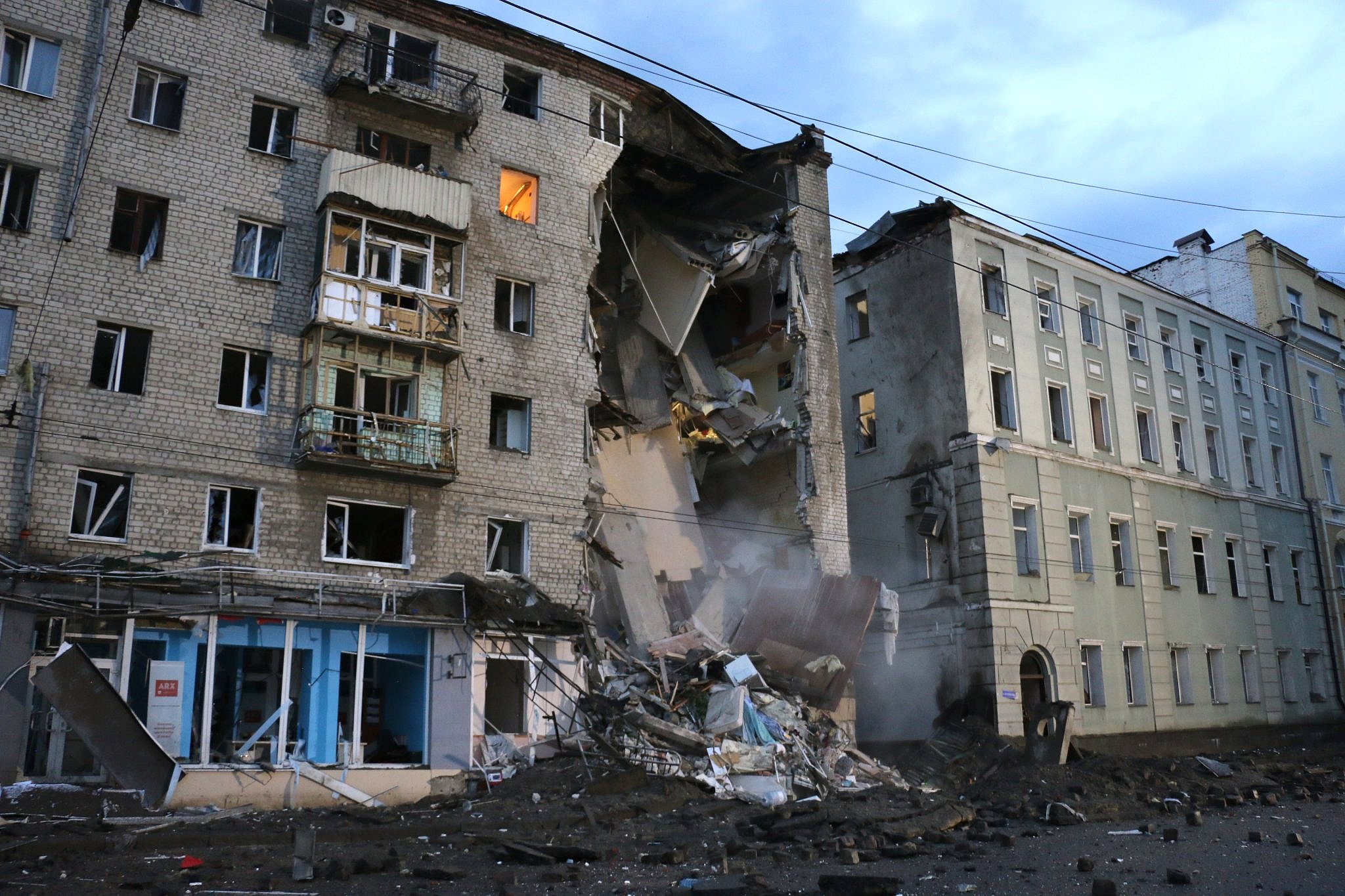
Завал рядом с разрушенным жилым домом после российской бомбардировки Харькова 11 июля 2022 года

В гражданской обороне завал нагромождение остатков разрушенных строений (зданий и сооружений) при техногенных авариях, разрушениях, взрывах жилых и служебных зданий, при стихийных бедствиях, приведших к разрушению различных строений. Для оказания своевременной помощи пострадавшим необходимо уметь рассчитывать возможные размеры завалов и потери среди населения при различных чрезвычайных ситуациях, для различных зданий и сооружений. Завалы различных типов зданий и сооружений характеризуются определёнными показателями.
Показатели завала:
- непосредственно характеризующие завал;
  - дальность разлета обломков;
  - высоту завала;
  - объёмно-массовые характеристики завалов;
  - структуру завалов по весу обломков, составу строительных элементов и арматуры.
- характеризующие обломки завала.
  - вес обломков;
  - геометрические размеры;
  - структуру и содержание арматуры.

## Туризм

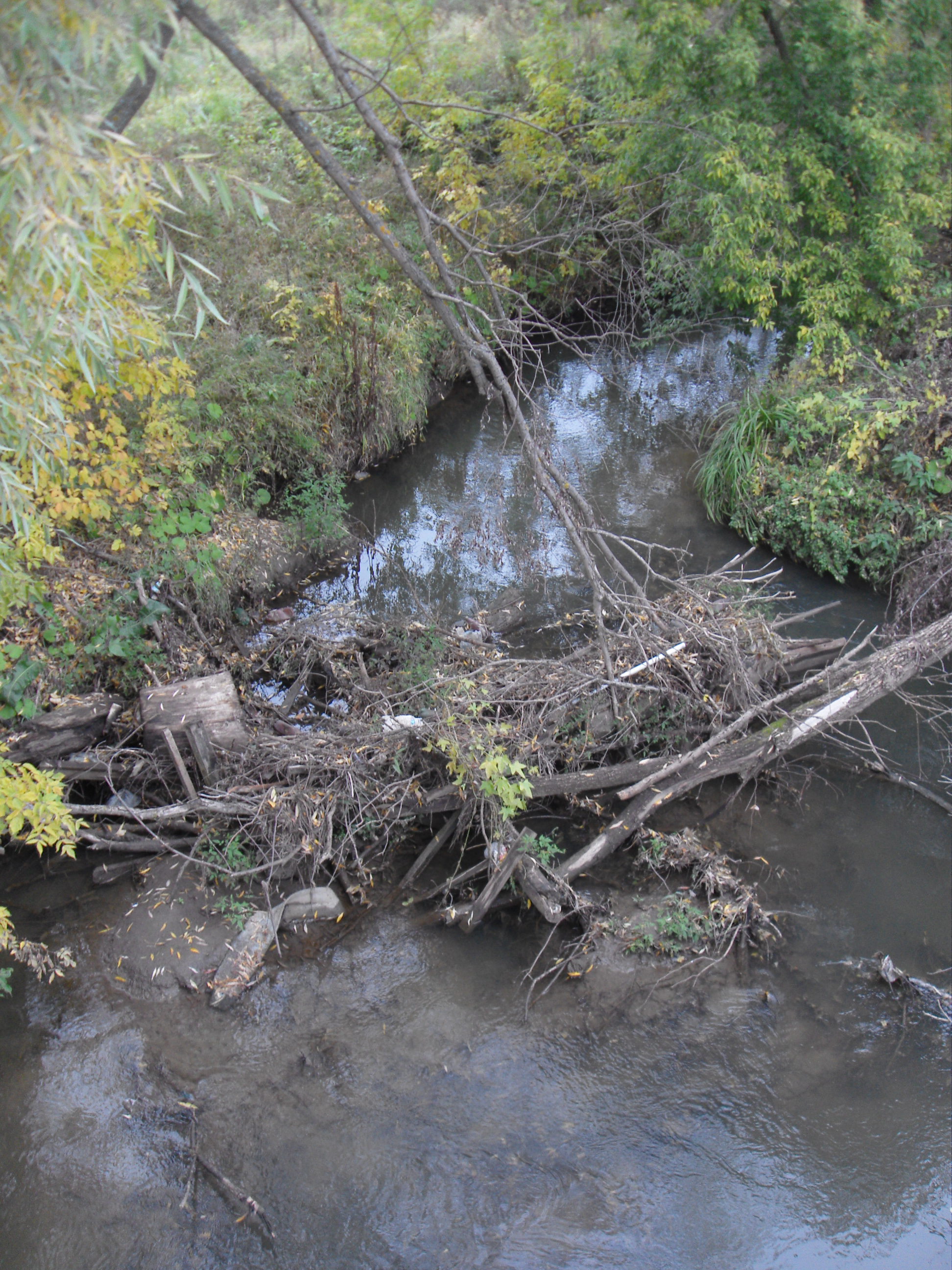
Завал на реке Старка (Нижний Новгород)

Завал в туризме, скопление различных предметов, главным образом стволов деревьев, в русле реки. На малых таёжных реках, а также в сильно суженных местах русла завалы могут существовать годами.
Завал опасен подсосом воды, который может привести к перевороту туристского судна. При подходе к завалу судно следует вынуть из воды и протащить вдоль завала, совершив тем самым обнос.